# Cromato de césio
Cromato de césio, é um sal de césio proveniente do ácido crômico, é utilizado para produzir vapor de césio pela reação com silício, boro, ou titânio.